# Иней

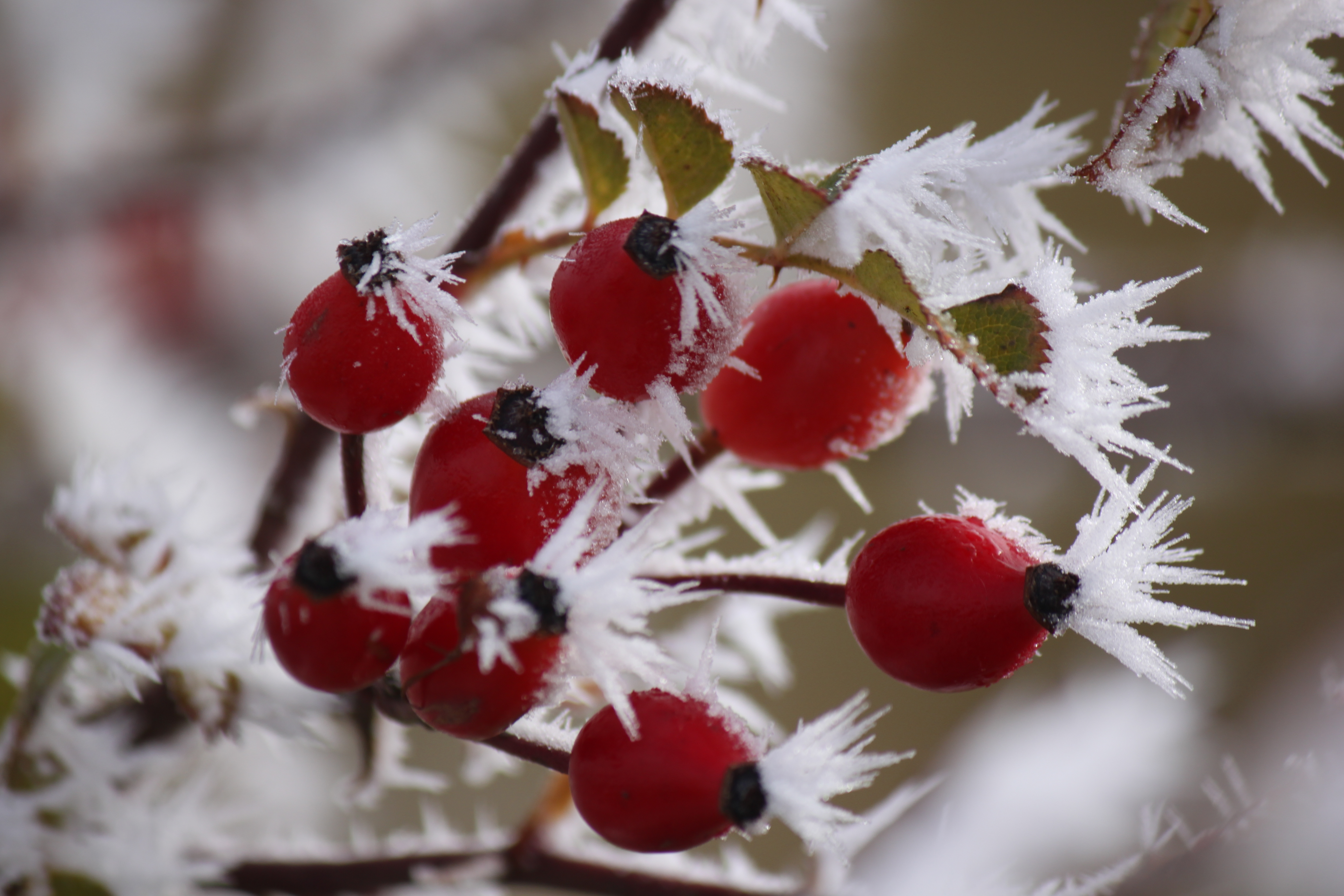
Иней

И́ней — мелкие кристаллы льда, выделившегося из влажного газа на охлаждённых предметах; вид твёрдых атмосферных осадков. Представляет собой тонкий слой кристаллического водного льда различной мощности, нарастающего на поверхности земли и наземных предметах при отрицательной температуре почвы, малооблачном небе и слабом ветре. Кристаллы инея при слабых морозах имеют форму шестиугольных призм, при умеренных — пластинок, а при сильных — тупоконечных игл.

## Образование инея
Иней образуется путём десублимации водяного пара из воздуха на поверхности почвы, травы, снежного покрова, а также на открытых субгоризонтально располагающихся поверхностях предметов в результате их радиационного охлаждения до отрицательных температур, более низких, чем температура воздуха.

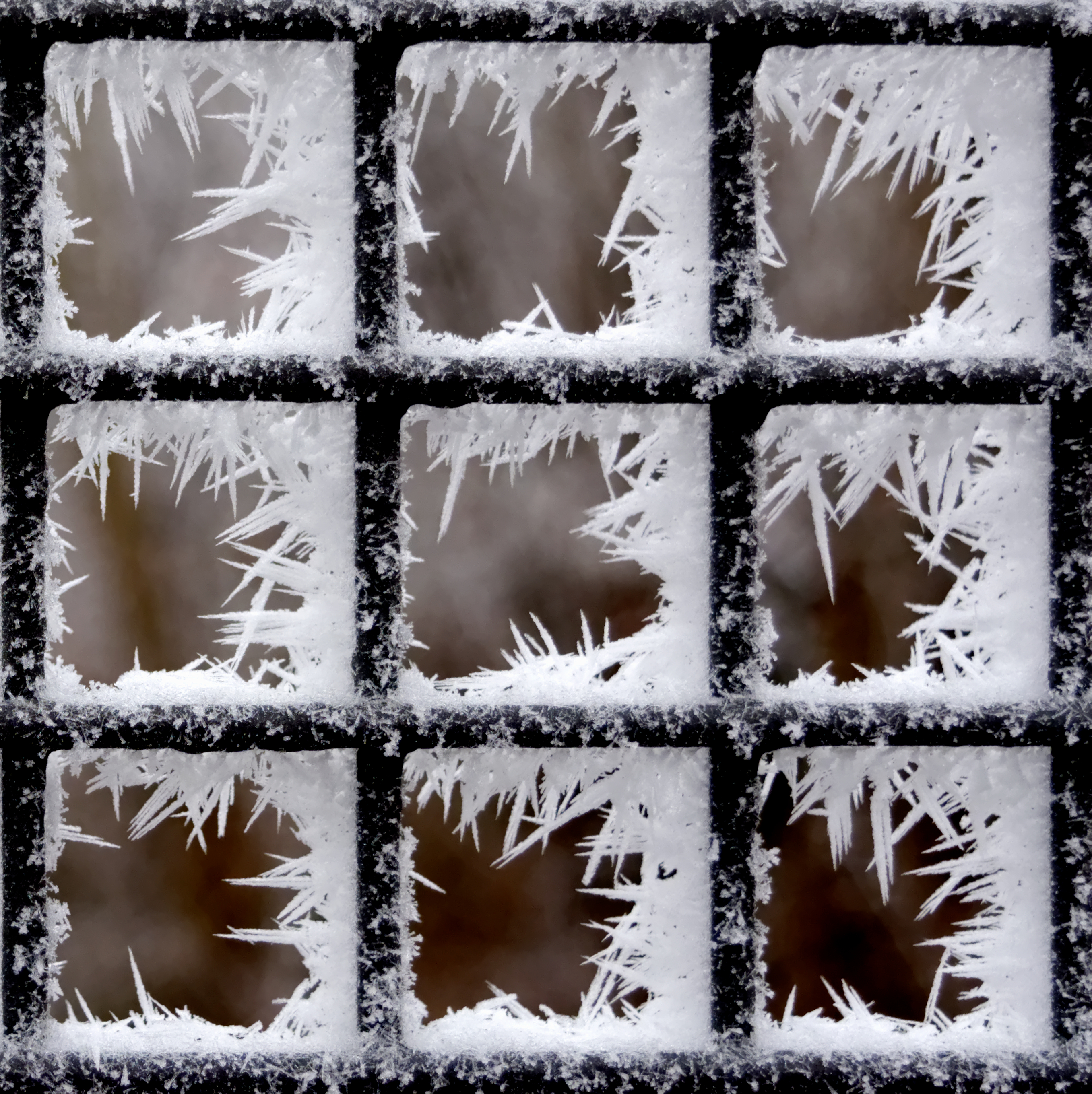
Иней

Наиболее благоприятными для образования инея являются ясные безветренные ночи и шероховатые поверхности тел, имеющих малую теплопроводность (например, деревянные скамьи, открытый почвенный покров и т. п.).
Слабый ветер, который приводит в соприкосновение с холодной поверхностью всё новые массы влажного воздуха, весьма способствует образованию инея. Сильные ветры являются препятствием этому процессу.
В обиходе иней часто не отличают от кристаллической изморози. Гляциологи отмечают, что иней на нитевидных поверхностях не образуется. А. Д. Заморский предлагал название «радиационный иней» для отложений сублимационного льда, вызванных радиационным охлаждением поверхностей ниже 0 °C, являющееся, как полагает В. М. Котляков, синонимом понятия «иней».

## Инеевые цветы

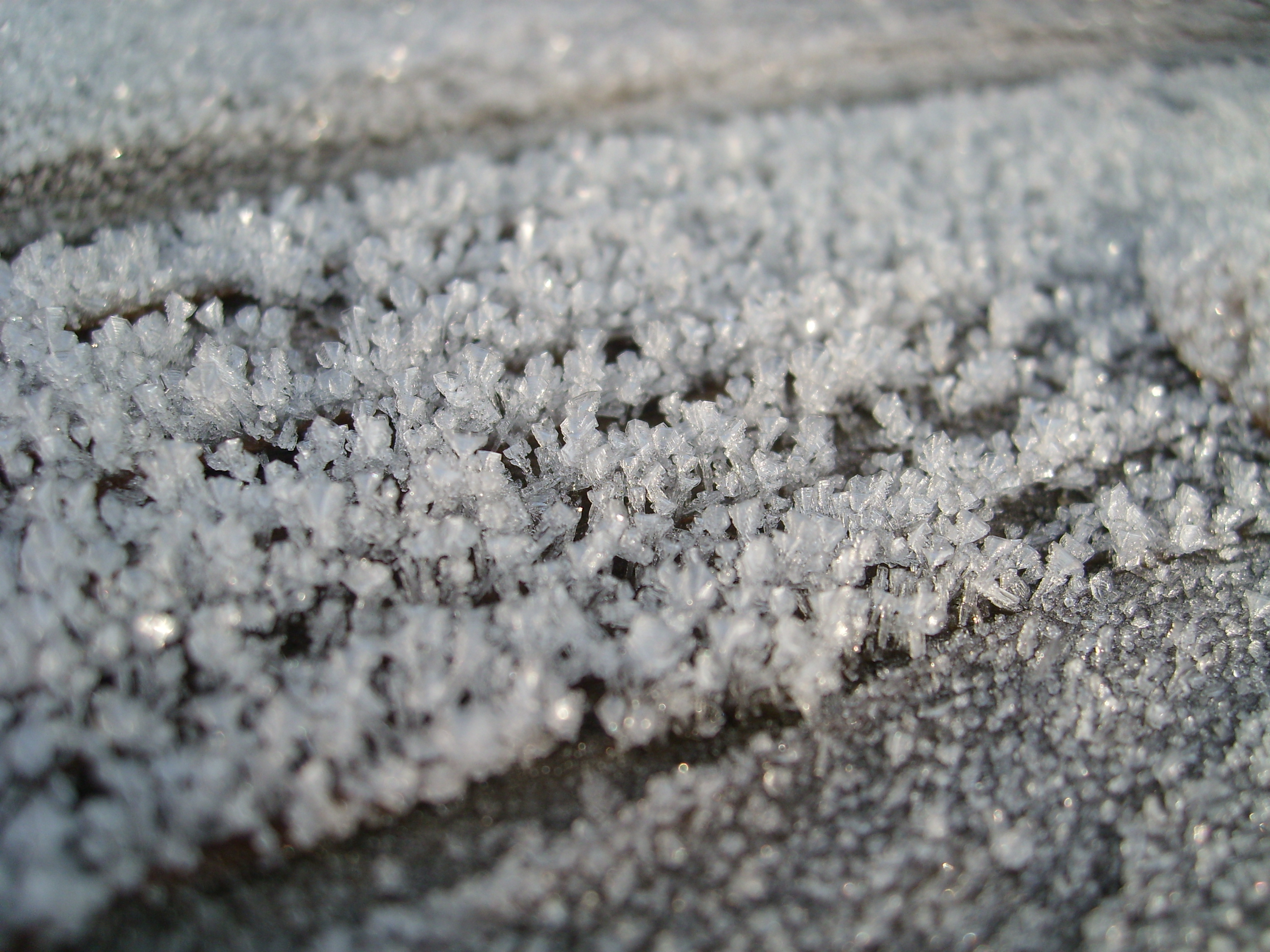
Подтаивающие при восходящем солнце кристаллы инея на деревянной поверхности

Это особый вид инея, представляющий собой отложение мелких кристаллов льда, которые группируются пятнами, часто напоминающими по форме и текстуре листья деревьев или цветы. Они образуются на тёплой почве в результате резкого похолодания, следующего после длительного потепления, обычно — в осеннее время.
Инеевые цветы чаще всего возникают на рыхлой обнажённой почве, а также вообще в местах выхода тёплого почвенного воздуха. Кроме этого, можно наблюдать инеевые цветы и на ледяном покрове рек и озёр вдоль трещин и полыней.
Отложения инея формируются систематически и очень часто. Они входят в состав снежного покрова.
Разновидностью инея являются "ледяные цветы" на льду водоёмов (которые возникают из пара, пробивающегося от воды через капиллярные трещины кроющего льда) и морозные узоры на оконных стеклах.